# Virtuelles Berufsbildungswerk
Das Virtuelle Berufsbildungswerk bietet Internetlehrgänge für Körperbehinderte, die der Qualifizierung auf dem Arbeitsmarkt dienen, darunter eine Ausbildung zum Bürokaufmann bzw. zur Bürokauffrau an. Pioniere dieser Entwicklung waren das Berufsbildungswerk Neckargemünd der SRH und das BBW Annastift Hannover, die in einem gemeinsamen Pilotprojekt erstmals die Online-Ausbildung von Schwerstkörperbehinderten zu Bürokaufleuten starteten. 
Für junge Menschen mit Behinderungen, die auf intensive Pflege oder ein vertrautes Umfeld angewiesen sind, bietet das VBBW die Chance auf eine berufliche Erstausbildung ausschließlich über das Internet. Der damit verbundene fortlaufend aktive Umgang mit neuen Medien ist die beste Vorbereitung auf einen künftigen Telearbeitsplatz. 

## Allgemeines
Die Lehrer und Ausbilder werden durch eine Zusatzausbildung zum Telecoach oder zum Teletutor für ihren Einsatz im VBBW qualifiziert. Die Telecoach- bzw. Teletutorausbildung wird bis auf kurze Präsenzphasen vollvirtuell durchgeführt, damit der Umgang mit der virtuellen Lernumgebung von Anfang an vertraut ist und beide Rollen, als Lernende und Lehrende, in Online-Lerngruppen eingeübt werden können. Auch die Prüfung zum Erreichen des Telecoach- bzw. Teletutor-Zertifikats wird bei Einsatz einer Webcam online abgenommen.
Die Auszubildenden werden mit Notebook, Webcam und Headset ausgestattet. Anschließend bekommen sie eine Einführung in die Lernplattform DLS (distance learning system) und in die vielfältigen Möglichkeiten des Virtuellen Konferenzraums. Der Administrator im VBBW-Studio richtet den passwortgeschützten Zugang zur Lernplattform ein und teilt die Ausbildungsklassen in Lerngruppen bis maximal 5 Teilnehmer ein. 

## Ablauf der virtuellen Berufsausbildung
Die Teilnehmer der Lerngruppe loggen sich von zu Hause aus in die Lernplattform DLS ein und treten von dort aus in den für sie eingerichteten virtuellen Konferenzraum ein, während die Lehrer/Ausbilder von zu Hause oder von Lernstudios in Neckargemünd oder Hannover aus die Konferenz moderieren. Zur effizienten Vorbereitung der Konferenz erhalten die Teilnehmer etwa eine Woche im Voraus Hausaufgaben per Mail, die sie an den Tutor zurücksenden. Die damit verbundenen selbständigen Lernleistungen erhöhen die Effektivität des Lernens, stellen aber auch hohe Anforderungen an die Selbstdisziplin der Auszubildenden. Während des Unterrichts können unterschiedliche Lösungen per Application-Sharing (gemeinsame Anwendung) für alle Mitglieder der Lerngruppe sichtbar gemacht werden, jeder Teilnehmer hat die Gelegenheit, sich persönlich einzubringen.
Der virtuelle Konferenzraum gestattet den Lehrkräften die Auswahl vielfältiger Unterrichtsformen, vom klassischen Lehrervortrag mit dem Bildschirm als Tafel (Whiteboard, Application-Sharing) bis zur Gruppenarbeit mit anschließender Präsentation der Arbeitsergebnisse und Diskussion im Plenum. Damit ist die Kommunikation in den virtuellen Lernorten durchaus mit dem Unterrichtsgeschehen in Präsenzklassen vergleichbar. Der Telecoach steht den Auszubildenden nach Absprache zur Verfügung und wird zum individuellen Lernbegleiter und -berater.
Der dualen Ausbildung entsprechend werden Berufsschule und Ausbildungsbetrieb auf dem Bildschirm abgebildet. Fallstudien und Arbeitsaufträge aus allen kaufmännischen Fachgebieten prägen den Arbeitsalltag. Die angehenden Bürokaufleute simulieren auch die Gründung einer eigenen Firma, zu der sie eine Homepage ins Internet stellen. Im dritten Ausbildungsjahr suchen sich die virtuellen Auszubildenden Praktikumsplätze (Telearbeitsplätze) in Betrieben.

## Vorteile virtuellen Lernens
- der Unterrichtsinhalte (evtl. in telekommunikativer Partnerarbeit) bei freier Zeiteinteilung und hohem Grad an Selbststeuerung
- intensive Internetnutzung
- Aktualität
- Nutzung modernster telekommunikativer Unterrichtsformen
- neue Interaktions- und Kommunikationsmöglichkeiten für die Teilnehmer, die aufgrund ihrer Behinderungen oft nur sehr eingeschränkt beweglich sind
- gute Vorbereitung für künftige Telearbeit der Auszubildenden
- gute Kenntnisse der Auszubildenden in Gestaltung und Präsentationstechniken
- kaum Unterrichtsausfall
- vertrautes und auf die Pflege abgestimmtes Umfeld muss nicht verlassen werden

## Kritik
Zunächst besteht die Gefahr, dass das Kopieren von Inhalten aus dem Internet ohne die dann nötige Kreativität und Kritikfähigkeit geschieht. Die beteiligten Lehrkräfte sind bei der Vermittlung der notwendigen Medienkompetenz besonders gefordert.
Mit dem Wegfall von Gestik und Mimik (beim Unterrichten ohne Webkamera) fehlt eine wichtige Ebene der Kommunikation. Es werden hohe Anforderungen an das Gehör, die Sprachkompetenz der Lehrenden und die Konzentrationsfähigkeit der Teilnehmer gestellt.
Technische Ausfälle und Störungen des Servers sowie bei einzelnen Teilnehmern können den Unterricht immer wieder stören. Die Zeitverzögerungen zwischen Sprechern und Hörern sind in der Gestaltung des Unterrichts zu beachten.

## Leistungsüberprüfungen
Die Auszubildenden im Virtuellen Berufsbildungswerk unterliegen den gleichen Leistungsanforderungen wie die Teilnehmer der Präsenzausbildung; ihre Noten setzen sich aus mündlichen und schriftlichen Bestandteilen zusammen. Am Ende der Ausbildung erfolgt die übliche Kammerprüfung, bei der die Auszubildenden in einer Videokonferenz dem Prüfungsausschuss Rede und Antwort stehen müssen.
Die Berufsschulprüfung (die in Neckargemünd / Baden-Württemberg landeseinheitlich gestaltet wird) erfolgt unter Aufsicht von Lehrkräften, die die Prüflinge zu diesem Zwecke besuchen.
Im Vergleich der Prüfungsergebnisse erreichen die virtuell Ausgebildeten im Durchschnitt bessere Ergebnisse als die Präsenz-Auszubildenden.

## Ausbildungsangebote
Neben der Ausbildung zu Bürokaufleuten gibt es im VBBW Neckargemünd zurzeit folgende weiteren Angebote im Bereich „E-Learning-Services“:
- Virtueller Berufsschulunterricht für Elektroniker für Geräte und Systeme während des Praktikums im dritten Ausbildungsjahr
- Erwerb des ICDL (Europäischer Computerführerschein)
- Erwerb der Fachhochschulreife (ausbildungsbegleitend)
- Erwerb des Cisco-Zertifikats
- Erwerb des Microsoft Certified Professionell

Das Berufsbildungswerk Neckargemünd hat in diesem Ausbildungsjahr noch zusätzliche Berufe aufgenommen:
- Kaufleute für Bürokommunikation
- Industriekaufleute
- Bürokräfte
- Technische Zeichner

Aktuell geplant wird in Zusammenarbeit mit dem Justizministerium Baden-Württemberg das Projekt „E-LiS“ (E-Learning im Strafvollzug). Jugendliche Strafgefangene haben dabei die Möglichkeit, ein erweitertes Berufs- bzw. Ausbildungsangebot zu nutzen, das ihnen so in den Werkstätten bzw. in der Schule innerhalb der Haftanstalt nicht zur Verfügung steht. Die Online-Ausbildung am Computer über das Internet stellt einen hohen Motivationsfaktor dar, der diesen Jugendlichen nicht vorenthalten bleiben sollte. Gedacht ist an die Berufsausbildung und an die Vermittlung von Basis- oder Zusatzqualifikationen, um – in Übereinstimmung mit dem neu zu fassenden Jugendstrafvollzugsgesetz – ihre berufliche (Wieder-)Eingliederung zu erleichtern.